# Бар-Он, Рувен
Рувен Бар-Он (англ. Reuven Bar-On; род. 15 мая 1944, Сан-Диего, США) — израильский психолог и один из ведущих новаторов, теоретиков и исследователей концепции эмоционального интеллекта. Считается, что Бар-Он первым представил концепцию «EQ» («эмоциональный коэффициент») для измерения «эмоциональной и социальной компетентности», хотя эта аббревиатура ранее использовалась для описания идей, которые не были связаны с эмоциональным интеллектом как таковым. В первом экземпляре его докторской диссертации, которая была представлена в 1985 году, Бар-Он предложил количественный подход к созданию «EQ, аналогичного оценке IQ».

## Вклад в изучение эмоционального интеллекта
Бар-Он разработал концептуальную и психометрическую модели эмоционального интеллекта (или «эмоциональную и социальную компетентность», как он изначально ссылался на эту конструкцию в своей докторской диссертации); и с 1982 года он изучал способность этой модели предсказать различные аспекты поведения и производительности человека. Модель Бар-Она описывается как одна из трех основных моделей эмоционального интеллекта в Энциклопедии Прикладной Психологии, хотя на протяжении многих лет появились другие варианты этих моделей.

### Модель эмоционального и социального интеллекта Бар-Она
Бар-Он создал свою модель эмоционального и социального интеллекта, чтобы расширить психологическую оценку, включив в неё более широкий диапазон факторов, влияющих на поведение и производительность, которые, как полагают, могут способствовать психологическому благополучию. Будучи клиническим психологом, он подвергся влиянию новой области позитивной психологии и начал смещать свой интерес с психопатологии на оценку и развитие эмоционального интеллекта, который, по его мнению, является неотъемлемой частью позитивной психологии (в 2010 году). Концептуальная модель Бар-Она описывает совокупность взаимосвязанных эмоциональных и социальных компетенций, которые определяют, как эффективные люди понимают и выражают себя, понимают других и взаимодействуют с ними, а также справляются с повседневными потребностями и проблемами. В его модель вошло подробное описание эмоциональных компетенций, которые полностью раскрывают сущность эмоционального интеллекта, состоящую из 5 общих областей и 15 шкал:
1. способность осознавать эмоции, а также понимать и выражать чувства;
  - ассертивность
  - эмоциональный самоанализ
  - независимость
  - самооценка
  - самоактуализация
2. способность понимать, как другие чувствуют и взаимодействуют с ними;
  - эмпатия
  - социальная ответственность
  - межличностные отношения
3. способность управлять эмоциями и контролировать их;
  - толерантность к стрессу
  - контроль импульсивности
4. способность управлять изменениями, адаптировать и решать проблемы личного и межличностного характера;
  - решение проблем
  - оценка действительности
  - гибкость
5. способность генерировать положительный аффект для повышения самомотивации, чтобы способствовать эмоциональному и социально-интеллектуальному поведению.
  - удовлетворенность жизнью
  - оптимизм

### Измерительные тесты на основе модели Бар-Она
В 1982 году Бар-Он начал разработку теста, предшествующего Bar-On Emotional Quotient Inventory (EQ-i™), который был создан для изучения и оценки эмоциональных и социальных компетенций, которые он выделил в своей модели. Конкретный процесс, связанный с разработкой этого теста-опросника, его нормированием и проверкой, а также его психометрическими свойствами, описан гораздо более подробно автором в многочисленных публикациях. Опубликованная в 1997 году версия этого психометрического теста содержит 133 элемента, сгруппированных в 15 шкал, которые разделены на пять групп, по аналогии с пятью общими областями, описанными выше. 

The EQ-i™ был первым тестом, определяющим уровень эмоционального интеллекта. Этот тест был апробирован экспертами в Mental Measurements Yearbook и был признан достоверным и надежным. Согласно данным с веб-сайта издателя (www.mhs.com), EQ-i ™ переведен на более чем 30 языков и широко используется во всем мире.
Помимо описанного здесь теста-опросника, в 2003 году была разработана дополненная версия — Bar-On EQ-360 ™. Молодёжная версия для детей и подростков — Bar-On EQ-i: YV ™ была разработана в 2000 году на основе модели Бар-Она. Bar-On EQ-i: YV ™ стал первым психометрическим инструментом, который был специально разработан для оценки эмоционально-интеллектуального поведения детей и подростков.
Первоначальная версия EQ-i ™ 1997 года была пересмотрена в 2011 году в Multi-Health Systems; и полученный тест EQ-i 2.0 ™ был выпущен в 2012 году. Как и в случае с другими тестами, пересмотр проводился с целью избежать устаревания языка. Согласно техническому руководству издателя, EQ-i 2.0 ™ описывается как пересмотренный психометрический инструмент на основе оригинальной модели Бар-Она.

### Прогностическая способность модели Бар-Она
Хотя некоторые исследователи сомневаются в обоснованности конструкции модели Бар-Она, результаты показывают, что модель эмоционального интеллекта Бар-Она оказывает значительное влияние на:
1. физическое здоровье[19][20];
2. когнитивное функционирование[19], дидактическую эффективность[21], академическую успеваемость[22][23] и принятие решений о карьере[24][25];
3. профессиональную эффективность и лидерство[19][26], удовлетворенность работой и организационную эффективность[27][28];
4. креативность и инновационное мышление[29][30];
5. психологическое здоровье и благополучие[4][19].

В дополнение к исследованиям по обоснованности, упомянутым здесь, а также обзорам, упомянутым в Энциклопедии Прикладной Психологии и в Mental Measurement Yearbook, другие исследователи также пришли к выводу, что модель Бар-Она является достоверной и надежной для определения уровня эмоционального и социального интеллекта. Кроме того, Бар-Он является автором или соавтором более 40 публикаций, описывающих его модель, включая её прогностическую способность и применимость; и эти публикации были упомянуты в тысячах других публикаций, включая рецензируемые статьи и докторские диссертации.

## Академический и карьерный опыт, должности и награды
За вклад в сферу эмоционального интеллекта Бар-Он был номинирован на степень почетного доктора Университета Претории в 2006 году, получил стипендию в Британском королевском обществе искусств в 2008 году и был приглашен выступить с основным докладом на 30-м Международном конгрессе психологии.